# Битва при Лілібеї
Битва при Лілібеї — перше зіткнення між флотами Карфагена і Римської республіки біля Лілібею (зараз Марсала) на Сицилії у 218 р до н.е. під час Другої Пунічної війни. Було спричинене нападом Ганнібала на іберське (іспанське) місто Сагунт, яке було важливим центром для Риму, так як воно надавало опорну точку в Іберії (Іспанії) на випадок ускладнень відносин з Карфагеном.

## Передумови
Навесні 219 р. до н.е. Ганнібал оточив Сагунт, кинувши тим самим відкритий виклик Риму. Місто, підступи до якого за характером місцевості були дуже важко прохідними, мужньо оборонялося протягом 8 місяців. Жителі до самого кінця сподівалися, що прийде допомога з Риму. Але вона не прийшла, і восени 219 р Сагунт був узятий штурмом. Захоплення Сагунта стало приводом для початку Другої Пунічної війни, адже Ганнібал не тільки становив небезпеку для Риму, а й порушив договір, який був укладений після закінчення Першої Пунічної війни:
«На нижченаведених умовах, якщо вони бажані будуть і до народу римського, повинна бути дружба між карфагенянами і римлянами: карфагеняни зобов'язані очистити всю Сицилію, не воювати з Гієрон, не ходити війною ні на сиракузян, ні на союзників їх; карфагеняни зобов'язані видати римлянам всіх полонених без викупу; карфагеняни зобов'язані сплатити римлянам протягом двадцяти років дві тисячі двісті евбейских талантів срібла».
Війна була оголошена ранньою весною 218 р. І за планом Римського сенату один із консулів - Публій Корнелій Сципіон - мав відплисти в Іспанію. Іншому консулу - Тиберій Семпронію Лонгу - було доручено провести десант в Африці, спираючись на Сицилію.

## Сили сторін

### Сиракузи
12 кораблів були відправлені до Мессани, коли сиракузці помітили 20 карфагенських квінкверем.
"Коли в Мессані їх помітили, сиракузький цар Гієрон, чекаючи тоді в Мессані прибуття римського консула, відправив проти них (карфагенян) дванадцять кораблів, які і захопили їх, не зустрівши ніякого опору, і відвели в мессанську гавань"

### Римська республіка
На початку літа шляхом жеребкування Тіберій Семпроній отримав у своє розпорядження 2 легіони, 16 тисяч піхоти й 1800 кінноти союзників, а також 160 п’ятипалубних квінкверем (великих кораблів) та відплив у Сицилію, але дізнавшись про ситуацію на Лілібеї він відправився туди.

### Карфаген
Двадцяти квінкверем були надіслані карфагенянами з тисячею воїнів спустошувати італійське узбережжя: дев'ять пристало до Ліпарі, вісім - до острова Вулкана, а три були занесені хвилями у протоку.
Від полонених карфагенян сиракузький цар, який чекав на прибуття римлян дізнався, що незалежно від посланого в Італію флоту в двадцять кораблів, до якого належали вони самі, ще тридцять п'ять квінкверем пливуть у Сицилію, щоб спонукати до повстання давніх союзників (тобто жителів Західної Сицилії)
«Їх головне призначення, - говорили полонені, - зайняти Лілібей; але, ймовірно, та ж буря, яка розкидала наш флот, занесла їх до Егадських островів»

## Битва

### Підготовка
Коли стало зрозуміло, що головною метою карфагенян була окупація Лілібею, цар Гієрон написав претору Марку Емілію, чиєю провінцією була Сицилія, лист, в якому він дав пораду зайняти Лілібей сильним вартовим загоном. Негайно ж претор поспішив зосередити в Лілібей свої військові сили; зарахованим у флот союзникам було дано наказ знести на кораблі готової їжі на десять днів, щоб вони могли за першим сигналом без всякого зволікання сісти на судно, а по всьому узбережжю були розіслані часові спостерігати з вишок за наближенням ворожого флоту. Завдяки цим заходам карфагеняни, хоча і намагалися підпливти до Лілібею до світанку, були все-таки помічені. Негайно з вишок був поданий сигнал, в місті підняли тривогу, і суду наповнилися матросами; частина воїнів зайняла стіни і сторожові пости біля воріт, інша частина сіла на кораблі. Карфагеняни, помітивши, що їм доведеться мати справу з підготовленими римлянами, до сходу сонця трималися в деякому віддаленні від гавані, знімаючи тим часом вітрила і, пристосовуючи свій флот до битви. Коли ж розвиднілося, вони відступили до відкритого моря, щоб самим мати простір для битви і дати ворогові можливість вільно вивести свої кораблі з гавані. Римляни зі свого боку не ухилялися від бою, бо покладалися на численність і хоробрість воїнів.

### Бій
Суперники виплили у відкрите море. Римляни хотіли помірятися силами на близькій відстані і вступити в рукопашний бій, пунійці ж, навпаки, ухилялися від нього, вважали, що краще застосовувати в бою мистецтво, а не силу і «боротися кораблі разом із кораблями, а не людина з людиною і меч з мечем». Вони вчинили цілком розумно: оскільки їх флот ряснів матросами і веслярами і поступався римському числом воїнів, тому усякий раз, коли корабель карфагенян зчіплювався з римським, було помітно, що число озброєних, які вступили в сутичку, було далеко не однаковим. Коли це відношення було помічено, то римляни ще більше підбадьорилися, а карфагеняни, переконавшись у своїй порівняльній слабкості, остаточно занепали духом. 
Сім пунійським кораблів були захоплені, інші втекли. Матросів і воїнів на полонених кораблях було тисячу сімсот чоловік, в їх числі - три знатних карфагенянина. Римський флот повернувся в гавань неушкоджений; тільки один корабель виявився з пробитим бортом, але і його вдалося полагодити.

## Наслідки
Слідом за цією битвою консул Тиберій Семпроній прибув в Мессану. У протоці його зустрів цар Гієрон із флотом; він привітав консула з благополучним прибуттям його самого, військо і флот і побажав йому щастя і успіхів в Сицилії. Потім він виклав йому стан справ на острові, розповів про замахи карфагенян, обіцяв бути вірним союзником римського народу, і зобов'язався безоплатно доставляти легіонам і флоту хліб і одяг. «Велика небезпека, - додав він, - загрожує Лілібею і приморським містам; є в них люди, яким би зміна правління сподобалась». Зважаючи на ці обставини консул вирішив без усяких зволікання відправитися з флотом в Лілібей; цар і царський флот вирушили разом з ним. Уже під час плавання вони дізналися, що під Лілібеєм відбулася битва і що частина ворожих кораблів була захоплена, частина втекла.
У Лілібеї консул відпустив Гієрона з царським флотом, залишив для охорони сицилійського узбережжя претора, а сам відправився до острова Меліта, який був зайнятий карфагенянами. Після його прибуття начальник гарнізону Гамількар, син Гісгона, здався йому з 2 тисячами воїнів, містом і всім островом. Звідси римляни через кілька днів повернулися в Лілібей, і полонені, яких взяв претор, так само як і ті, які здалися консулу, були продані у торгах.